# Gaute Heivoll
Gaute Heivoll, född 13 mars 1978, är en norsk författare.

## Liv och författarskap
Heivoll har studerat juridik vid Oslo universitet och psykologi vid Bergens universitet; därutöver var han 2001–2002 student på författarutbildningen i Bø. Hans skönlitterära debut, novellsamlingen Liten dansende gutt, kom 2002, och hans första roman, Omars siste dager, 2003. År 2012 debuterade han som dramatiker med Jeg kommer tilbake i kveld. Han har dessutom skrivit dikter, essäer och litteraturkritik, samt hållit skrivarkurser i Norge och Frankrike.
Heivoll fick sitt genombrott med Innan jag brinner, utgiven 2010. Romanen har belönats med Bragepriset och sålts till 17 länder.

## Priser och utmärkelser
- 2003 – Tidenpriset[1]
- 2008 – Sørlandets litteraturpris för Doktor Gordeau og andre noveller[2]
- 2009 – Sørlandets litteraturpris för Himmelarkivet[2]
- 2009 – Songdalens kommuns kulturpris[3]
- 2010 – Bragepriset för Før jeg brenner ned[4]
- 2011 – Sult-priset[5]
- 2011 – Sørlandets litteraturpris för Før jeg brenner ned[6]

### Prosa
- 2002 – Liten dansende gutt
- 2003 – Omars siste dager
- 2005 – Ungdomssangen
- 2007 – Doktor Gordeau og andre noveller
- 2008 – Himmelarkivet
- 2010 – Før jeg brenner ned
  - på svenska: Innan jag brinner, 2012, i översättning av Peter Törnqvist[7]
- 2011 – Kongens hjerte
- 2013 – Over det kinesiske hav
  - På svenska: Över kinesiska havet, 2015, i översättning av Lotta Eklund
- 2014 – De fem årstidene
- 2015 – Øksa og ishavet (noveller)

### Poesi
- 2006 –Kjærlighetsdikt på bunnen av elva

### Barnböcker
- 2008 – Himmelen bak huset
- 2010 – Båten mellom stjernene
- 2012 – Svalene under isen
- 2014 – Lyset om kvelden
- 2015 – Det svarte pianoet (med Lisa Aisato)

### Dramatik
- 2012 – Jeg kommer tilbake i kveld